# وجدة (محافظة خيبر)
وجدة قرية من قرى محافظة خيبر في منطقة المدينة المنورة في السعودية، تقع شمال المدينة المنورة